# Carles Sanjaime
Carles Sanjaime, nacido en 1963, es un actor español. Actualmente ejerce de profesor y jefe de estudios de la Escuela del Actor de València.

## Biografía
Nacido en Valencia, protagoniza La última cena de Netflix en 2020 e interpreta a Ramiro en la serie de televisión Smiley, de Guillem Clua en 2022.

## Filmografía

### Series de televisión
| Año         | Título                              | Cadena                 | Personaje               | Episodios     |
| ----------- | ----------------------------------- | ---------------------- | ----------------------- | ------------- |
| 2000        | Periodistas                         | Telecinco              |                         | 1 episodio    |
| 2001        | Policías, en el corazón de la calle | Antena 3               |                         | 1 episodio    |
| 2002; 2005  | El comisario                        | Telecinco              |                         | 2 episodios   |
| 2002        | Un paso adelante                    | Antena 3               | Productor musical       | 2 episodios   |
| 2003        | Hospital Central                    | Telecinco              | Juanjo Aimé             | 7 episodios   |
| 2008        | L'Alqueria Blanca                   | Canal Nou              | Román Dalmau            | 1 episodio    |
| 2009        | Ventdelplà                          | TV3                    |                         | 4 episodios   |
| 2010        | Unió Musical da Capo                | Canal Nou              |                         | 1 episodio    |
| 2013        | Isabel                              | La 1                   | Alnayar                 | 2 episodios   |
| 2014        | La Riera                            | TV3                    | Antonio Fuentes         |               |
| 2015        | B&b, de boca en boca                | Telecinco              | Agustín Cortés          | 1 episodio    |
| 2019 - 2020 | El secreto de Puente Viejo          | Antena 3               | Capitán Eugenio Huertas | 164 episodios |
| 2019        | Parany                              | À Punt                 | Conrado Piris           | 4 episodios   |
| 2020        | Diumenge, paella                    | À Punt                 | Tino                    | 13 episodios  |
| 2021        | Alba                                | Atresplayer / Antena 3 | Señor Roig              | 8 episodios   |
| 2021        | La Fortuna                          | Movistar Plus+         | Comandante Nieto        | 1 episodio    |
| 2021        | Todo lo otro                        | HBO España             | Padre de Dafne          | 1 episodio    |
| 2022 - 2023 | Després de tu                       | À Punt                 | Artur Fenollosa         | 42 episodios  |
| 2022        | Smiley                              | Netflix                | Ramiro                  | 6 episodios   |
| 2023 - 2025 | La Moderna                          | La 1                   | Fermín Villanueva       | 366 episodios |

### Programas de televisión
| Año  | Título              | Cadena | Personaje         | Episodios    |
| ---- | ------------------- | ------ | ----------------- | ------------ |
| 2018 | Açò es un destarifo | À Punt | Varios personajes | 26 programas |
| 2023 | Nyas, coca!         | À Punt | Invitado          | 1 programa   |